# كرونة تشيكوسلوفاكية
'الكرونة التشيكوسلوفاكية (باللغة التشيكية والسلوفاكية : koruna československá، في بعض الأحيان koruna česko-slovenská ؛ koruna تعني التاج) كانت عملة تشيكوسلوفاكيا من 10 أبريل 1919 إلى 14 مارس 1939، ومن 1 نوفمبر 1945 إلى 7 فبراير 1993. لفترة وجيزة في عام 1939 ومرة أخرى في عام 1993، كانت أيضًا العملة الخاصة بكل من جمهورية التشيك وسلوفاكيا المنفصلتين.'
في 8 فبراير 1993، استُبدِلَت بالكرونة التشيكية والكرونة السلوفاكية، وكلاهما متساويان.
كان رمز أيزو 4217 (الأخير) والاختصارات المحلية للكورونا هي CSK و Kčs . الكورونا الواحدة تعادل 100 هاليير (التشيكية، مفرد : هاليير ) أو هاليروف (السلوفاكية، مفرد: هاليير ). اُستُخدِم الاختصار h في كلتا اللغتين، وَوُضِع خلف القيمة الرقمية.

## الكرونة الاولى
قُدِّمَت عملة تسمى الكرونة بالألمانية والكورونا بالتشيكية في الإمبراطورية النمساوية المجرية في 11 سبتمبر 1892، كأول عملة حديثة تعتمد على الذهب في المنطقة. بعد إنشاء تشيكوسلوفاكيا المستقلة في عام 1918، برزت حاجة ملحة لإنشاء نظام نقدي جديد يميزه عن عملات البلدان الأخرى الناشئة حديثًا والتي تعاني من التضخم. وفي العام التالي، وتحديداً في 10 أبريل 1919، حدث إصلاح نقدي، حيث حُدِّدَت الكرونة الجديدة على أنها تساوي في قيمتها الكرونة النمساوية المجرية. دخلت الأوراق النقدية الأولى حيز التداول في نفس العام، بينما دخلت العملات المعدنية حيز التداول بعد ثلاثة أعوام، في عام 1922.
بقيت الكرونة الأولى متداولة حتى عام 1939، عندما قُدِّمَت عملات منفصلة لبوهيميا ومورافيا وسلوفاكيا، على قدم المساواة مع الكرونا التشيكوسلوفاكية. كانت هذه هي الكورونا البوهيمية والمورافية والكورونا السلوفاكية [الإنجليزية].

## الكرونة الثانية
أعيد تأسيس الكرونة التشيكوسلوفاكية في عام 1945، لتحل محل العملتين السابقتين على أساس القيمة الاسمية. ونتيجة للحرب، فقدت العملة الكثير من قيمتها.

## الكرونة الثالثة
لقد خضعت العملة الوطنية لعدد من الإصلاحات الإضافية. وقد اُتُّخِذَ إجراء حاسم بشكل خاص في عام 1953. في ذلك الوقت، كان على الحزب الشيوعي في تشيكوسلوفاكيا أن يتعامل مع وجود سوق مزدوجة في البلاد: سوق ثابتة تضمن توفر الغذاء الأساسي (بقايا نظام الحصص بعد الحرب)؛ وسوق حرة، حيث كانت السلع أغلى بثماني مرات ولكنها ذات جودة أفضل. قرروا إعلان إصلاح العملة اعتبارًا من 1 يونيو 1953 وتوزيع الأوراق النقدية الجديدة المطبوعة في الاتحاد السوفييتي. أُعِدَّ الإصلاح بسرعة كبيرة وبسرية تامة حتى اللحظة الأخيرة، إلا أن بعض المعلومات تسرّبت رغم ذلك، مما تسبب في حالة من الذعر.
في الليلة التي سبقت الموعد النهائي، ألقى رئيس تشيكوسلوفاكيا، أنطونن زابوتوكي، خطابًا إذاعيًا، كذب فيه على الأمة بأنه لا توجد إمكانية للإصلاح وأسكت السكان. في اليوم التالي، سُمح للناس (أولئك المحظوظين بما يكفي لعدم انتماءهم إلى فئة "العناصر الرأسمالية"، وهي فئة مهينة استخدمتها وكالة الاستخبارات لإدراج أفراد معينين في القائمة السوداء) بتغيير ما يصل إلى 1500 كرونة قديمة مقابل كرونة جديدة بمعدل 5 كرونة قديمة إلى 1 كرونة جديدة والباقي بمعدل 50 إلى 1. أُلغيت جميع أسهم التأمين والتزامات الدولة والأوراق التجارية المالية الأخرى. وتدهور الوضع الاقتصادي لكثير من الناس، واندلعت العديد من الاحتجاجات والمظاهرات، وكان أكبرها في بلزن، حيث اُعتُقِل 472 شخصا.
في عام 1993، مع تفكك تشيكوسلوفاكيا، انقسمت الكرونة التشيكوسلوفاكية إلى عملتين مستقلتين: الكرونة السلوفاكية والكرونة التشيكية. إن الانضمام إلى الاتحاد الأوروبي في عام 2004 يعني أن العملتين أصبحتا على وشك أن تحل محلهما اليورو بمجرد أن تلبي بلدانهما معايير التقارب الاقتصادي وتتوفر الإرادة السياسية للقيام بذلك. اُستُبدِلَت الكرونة السلوفاكية باليورو في 1 يناير 2009؛ ولا يوجد حاليًا تاريخ محدد أو تقديري لاستبدال الكرونة التشيكية.

## مؤشر أسعار المستهلك

### الارتفاع السنوي في مؤشر أسعار المستهلك
| سنة  | الارتفاع (%) |
| ---- | ------------ |
| 1980 | 2.9          |
| 1981 | 0.8          |
| 1982 | 5.1          |
| 1983 | 0.9          |
| 1984 | 0.5          |
| 1985 | 2.7          |
| 1986 | 0.5          |
| 1987 | 0.1          |
| 1988 | 0.2          |
| 1989 | 1.4          |
| 1990 | 10.0         |
| 1991 | 57.9         |
| 1992 | 11.0         |

## روابط خارجية
- الأوراق النقدية التشيكوسلوفاكية (كتالوج ومعرض وتفاصيل أخرى)
- Heiko Otto (ed.). "Historical banknotes of Czechoslovakia" (بالإنجليزية والألمانية والفرنسية). Archived from the original on 2023-05-10. Retrieved 2019-06-11.